# Lago Jinyang
Lago Jinyang (en coreano: 진양호) es un reservorio que cubre partes de Jinju y Sacheon en Gyeongsangnam-do, Corea del Sur. La superficie del agua cubre aproximadamente 29 km². Se formó en 1970, por la construcción de una represa donde los ríos Gyeongho y Deokcheon se unen para formar el río Nam.
La mayor parte del lado de Jinju en el lago es un parque de la ciudad, que fue establecido en 1998. La zona se ha convertido en una atracción local muy popular, con hoteles, restaurantes, un pequeño zoológico y el parque de diversiones llamado Tierra Jinju.